# Индийско-узбекистанские отношения
Индийско-узбекистанские отношения — двусторонние дипломатические отношения между Индией и Узбекистаном.
Страны являются членами ШОС.

## История
Индия признала независимость Узбекистана в 1992 году, были установлены дипломатические отношения и установлены равноправные отношения между двумя странами. Правовую основу отношений между Республикой Узбекистан и Индией составляют государственные, правительственные и межведомственные документы, регулирующие двустороннее сотрудничество в различных сферах. До 2005 года между двумя странами было подписано около 60 официальных документов. 
В 1992 году в Ташкенте было преобразовано Генеральное консульство Индии, созданный в 1988 году. В 1994 году в Дели открыт консульство Республики Узбекистан, образованный в 1992 году. За этот период президент Узбекистана Ислам Каримов 5 раз (1991, 1994, 2000, 2005, 2011) побывал с официальным визитом в Индии. В 1993 году с официальным визитом в Республику Узбекистан прибыл премьер-министр Индии Нарасимха Рао. 
Торгово-экономические отношения между двумя государствами координируются рядом экономических соглашений и документов, составляющих двусторонний договор, в том числе «соглашение о торгово-экономическом сотрудничестве», «соглашение о взаимном поощрении и защите инвестиций», «соглашение о предотвращении двойного налогообложения». В 1993 году создана межправительственная совместная комиссия по торгово-экономическому и научно-техническому сотрудничеству между двумя странами. В 1993—2005 годах состоялось 5 заседаний этой комиссии. 
24—26 марта 2003 года в Ташкенте состоялась индийская торговая выставка. В ней приняли участие крупные индийские предприятия и компании. 
В ходе визита президента Узбекистана Ислама Каримова в Индию в апреле 2005 года были подписаны межправительственные документы по сотрудничеству в сфере малого бизнеса и частного предпринимательства, образования и культуры, соглашение между министерствами обороны о военном и военно-техническом сотрудничестве, меморандум о взаимопонимании между Узбекским агентством внешнеэкономических связей и индийской государственной торговой корпорацией, протокол о взаимопонимании между национальной компанией «Узбектуризм» и индийской корпорацией по развитию туризма, соглашения о сотрудничестве между Торгово-промышленной палатой Узбекистана и Федерацией индийских торговых палат и Федерацией экспортных организаций Индии, Меморандумы о сотрудничестве между Национальным банком внешнеэкономической деятельности Узбекистана и Государственным банком Индии и Экспортно-импортным банком Индии, меморандум о создании Торгового дома между Государственной акционерной внешнеторговой компанией «Узпромсаноатмашимпекс» и Группой компаний «Competent» в Индии, меморандум о сотрудничестве между Университетом мировой экономики и дипломатии, Университетом Джавахарлала Неру и Ташкентским институтом востоковедения подписали меморандум о взаимопонимании. 
В 2004 году объём товарооборота между странами составил 160 млн $. Из Индии в Узбекистан поступают бумага и картон, лекарственные средства, ускупа, органические и химические соединения. Узбекистан отправляет в Индию цветные металлы и изделия из них, некоторые виды услуг, бахчевые продукты, шелковые и химические волокна. В настоящее время в Узбекистане действуют около 40 совместных предприятий с участием индийских инвестиций, а также представительства 4 компаний в Индии.
Между двумя странами развивается сотрудничество в сфере информационных технологий, горнодобывающей промышленности, культуры, науки, техники и образования. С участием учёных двух стран принято проводить научные симпозиумы, семинары и конференции. В 1991 году в Индии прошли Дни культуры и искусства Узбекистана, посвящённые 550-летию великого узбекского поэта Алишера Навои. В октябре 1992 года, в честь годовщины независимости Узбекистана, в Дели состоялся фестиваль узбекской культуры и искусства. В ноябре этого же года состоялась выставка известного узбекского художника Акмала Нуриддинова. В 1993 году в честь 510-летия со дня рождения Захириддина Мухаммада Бабура широко отмечалось в Индии и Узбекистане. Большой вклад в развитие научно-культурного сотрудничества между двумя странами внёс Индийский культурный центр, начавший свою деятельность в 1994 году при Посольстве Индии в Республике Узбекистан.
В Хорезме прошли третьи совместные военные учения.